# Bix Beiderbecke
Bix Beiderbecke (Davenport, 1903. március 10. – Long Island, 1931. augusztus 6.), amerikai dzsessz-kornettes, zongorista, zeneszerző.

## Pályafutása
Beiderbecke mecklenburgi származású gazdag muzsikus családból származott. Négyéves korában hallás után tanult meg zongorázni. A kottaírás elsajátításától sokáig ódzkodott. Ez pályafutása során gyakran okozott neki problémákat, mert a zenész-szakszervezettől nem kapott munkavállalási engedélyt; egészen 1923-ig.
A kornett iránti érdeklődése arra késztette, hogy autodidakta úton tanuljon meg játszani ezen a hangszeren. Tizenöt éves korában az Original Dixieland Jass Band zenészeként lemezre játszotta Nick LaRocca kornettszólóit. Ugyanebben az évben valószínűleg hallotta Louis Armstrongot játszani egy Mississippi gőzhajón.
Szülei a Chicagóhoz közeli Lake Forest Academy bentlakásos iskolába küldték továbbképzésre, de ott inkább csak az iskola zenekaraiban játszott, ezért 1922-ben kizárták az iskolából. 1923 végétől a The Wolverines együttes legjelentősebb zenésze lett. 1925-ben tagja volt Charlie Straight zenekarának, és számos más együttesben is játszott, többek között Jimmie Noone-nal, King Oliverrel, Louis Armstronggal és Bessie Smith-szel.
Egy évvel később St. Louisban Frankie Trumbauerrel felvették a Singin’ the Blues című örökzölddé vált slágert szimfonikus zenekarral. Ez a zenekar azonban nem volt üzletileg sikeres és 1928-ban feloszlott. A zenészek többsége, köztük Beiderbecke is Paul Whitemanhez ment játszani. Itt találkozott kora legismertebb fehér zenészeivel, Jimmy Dorsey-vel és Tommy Dorsey-vel, Bing Crosbyval, Jack Teagardennel és Eddie Langgal. Beiderbecke ugyan a Whiteman zenekarának sztárszólistája volt, de lehetőségei korlátozottak voltak a csillogó hangszerelésekben.
Viszont ez idő alatt számos dzsessztörténeti jelentőségű lemezt rögzített egy comboval.
Alkoholfüggőségének következményei egyre észrevehetőbbé váltak. 1929-ben rehabilitáción kellett részt vennie, amelyre Paul Whiteman fizetett szabadságot adott neki, de Beiderbecke soha nem tudott már visszatérni a zenekarhoz. 1931-ben tüdőgyulladásban betegedett meg, ami halálához vezetett.

## Lemezek
- All Music

## Díjak, elismerések
- 1962: Down Beat Hall of Fame
- 1971: Bix Beiderbecke Memorial Society established in Davenport, Iowa; founded annual jazz festival and scholarship
- 1977: Beiderbecke's 1927 recording of „Singin' the Blues” inducted into the Grammy Hall of Fame
- 1979: Big Band and Jazz Hall of Fame
- 1980: Grammy Hall of Fame (1927 recording of „In a Mist”)
- 1989: a 23457 nevű aszteroidot róla nevezték el
- 1993: International Academy of Jazz Hall of Fame
- 2000: Davenport: emlékmű
- 2000: ASCAP Jazz Wall of Fame
- 2004: Lincoln Center's Nesuhi Ertegun Jazz Hall of Fame
- 2007: Gennett Records Walk of Fame, Richmond
- 2014: the 1930-as Georgia on My Mind felvétel (Hoagy Carmichael and His Orchestra), Grammy Hall of Fame
- 2017: the Bix Beiderbecke Museum & Archives opens in Bix's hometown of Davenport, Iowa
- 2021: az "American Adventure" című kiállításon a kornettje is látható volt